# Hoofdstedelijk District (Venezuela)
Het Hoofdstedelijk District (Spaans: Distrito Capital) van Venezuela is een federaal district met een oppervlakte van 433 km² en bestaat uit één gemeente, Libertador. De bevolking in 2013 was 2.120.998 inwoners. Het district grenst aan de staten Miranda en Vargas.
Hoewel het een federaal district is, en dus niet behoort tot de staten van Venezuela, had het district tot 1999 vrijwel alle bevoegdheden die de staten hebben. 
Het grootstedelijk gebied (Área Metropolitana de Caracas) bestaat uit vijf gemeenten: Libertador (zijnde het gehele Hoofdstedelijk District) en vier gemeenten uit de aangrenzende staat Miranda: Baruta, Chacao, El Hatillo en Sucre. Het heeft een eigen raad (Cabildo Metropolitano del Área Metropolitana de Caracas) en 3.261.754 inwoners (2013).

## Parroquias
Metropolitana de Caracas bestaat uit 32 parroquias:
| Nr. | Parroquia                | Inwoners | Gemeente   | Staat            |
| --- | ------------------------ | -------- | ---------- | ---------------- |
| 1   | 23 de Enero              | 148.990  | Libertador | Distrito Capital |
| 2   | Altagracia               | 67.700   | Libertador | Distrito Capital |
| 3   | Antímano                 | 214.437  | Libertador | Distrito Capital |
| 4   | Caricuao                 | 138.659  | Libertador | Distrito Capital |
| 5   | Catedral                 | 28.777   | Libertador | Distrito Capital |
| 6   | Coche                    | 109.830  | Libertador | Distrito Capital |
| 7   | El Junquito              | 93.800   | Libertador | Distrito Capital |
| 8   | El Paraíso               | 198.830  | Libertador | Distrito Capital |
| 9   | El Recreo                | 214.500  | Libertador | Distrito Capital |
| 10  | El Valle                 | 261.117  | Libertador | Distrito Capital |
| 11  | La Candelaria            | 111.088  | Libertador | Distrito Capital |
| 12  | La Pastora               | 149.980  | Libertador | Distrito Capital |
| 13  | La Vega                  | 219.206  | Libertador | Distrito Capital |
| 14  | Macarao                  | 100.217  | Libertador | Distrito Capital |
| 15  | San Pedro                | 122.000  | Libertador | Distrito Capital |
| 16  | Sucre                    | 612.255  | Libertador | Distrito Capital |
| 17  | San Agustín              | 83.200   | Libertador | Distrito Capital |
| 18  | San Bernardino           | 59.621   | Libertador | Distrito Capital |
| 19  | San José                 | 66.982   | Libertador | Distrito Capital |
| 20  | San Juan                 | 177.947  | Libertador | Distrito Capital |
| 21  | Santa Rosalía            | 190.282  | Libertador | Distrito Capital |
| 22  | Santa Teresa             | 45.000   | Libertador | Distrito Capital |
| 23  | Baruta                   | 355.055  | Baruta     | Miranda          |
| 24  | El Cafetal               | 85.130   | Baruta     | Miranda          |
| 25  | Las Minas                | 81.441   | Baruta     | Miranda          |
| 26  | Chacao                   | 159.015  | Chacao     | Miranda          |
| 27  | Caucagüita               | 64.048   | Sucre      | Miranda          |
| 28  | Fila de Mariches         | 54.274   | Sucre      | Miranda          |
| 29  | La Dolorita              | 84.041   | Sucre      | Miranda          |
| 30  | Leoncio Martínez         | 114.457  | Sucre      | Miranda          |
| 31  | Petare                   | 720.261  | Sucre      | Miranda          |
| 32  | Santa Rosalía de Palermo | 107.877  | El Hatillo | Miranda          |

| Detailkaart                                                                            |
| -------------------------------------------------------------------------------------- |
| 1 2 3 4 5 6 7 8 9 10 11 12 13 14 15 16 17 18 19 20 21 22 23 24 25 26 27 28 29 30 31 32 |
| Parroquias                                                                             |